# Löftaån
Löftaån är ett 30 km långt vattendrag i Halland, Sverige.

## Sträckning
Vattendraget och dess biflöden har sjöar  Det har sin källa i sjön Lövsjö i Förlanda socken på gränsen till Västergötland. Ån rinner först genom en bördig dalgång mot söder och viker sedan av mot sydväst. Efter att ha passerat genom södra delen av Frillesås samhälle mynnar den ut i Kattegatt vid Vändelsöfjorden. Den senare delen av ån utgör gräns mellan Kungsbacka kommun och Varbergs kommun.
Avrinningsområdets markanvändning är relativt jämnt fördelad mellan skog, åkermark och övrig mark. Vattendraget flyter över en berggrund som främst består av röd och grå gnejs. Över berggrunden finns i avrinningsområdet morän, även om det också är vanligt att berget går i dagen. I själva dalgången finns lera och vid kusten sand. På plats finns branter med nivåskillnader på upp till 100 meter. Vid Håfors finns ett fall på 27 meter som har använts för kraftändamål.

## Flora och fauna
Område kring mynningen är rikt på olika fågelarter. I vattendraget finns bland annat sik, id, ål, öring, elritsa och gädda. Av vattendragets källor kalkas Store Rammsjö, medan Skärsjön är referenssjö. Bottenfauna bedöms ha högt naturvärde. Längs delar av vattendraget finns artrik ädellövskog, med bland annat mycket alm och lönn. Där finns också en rik markvegetation. Tjuadals naturreservat ligger mittemot Frillesås kyrka.

## Mänsklig historia och användning
I dalgången finns få fornlämningar bevarade. Detta kan dock bero på relativt lite undersökningar och att delar av dalgången åter hamnade under vatten under perioden 8000–5500 f.kr. då havsnivån steg till som mest 15 meter över dagens nivå. På högre partier finns stensättningar bevarade. Jämfört med övriga delar av Kungsbacka kommun är inslaget av moderna byggnader litet.
Vid Håfors by, på den urgamla landsvägen mellan Idala och Gällinge, bildar ån ett mäktigt fall, som genom åren drivit inte mindre än sex kvarnar. Annersa kvarn har inretts till museum för Gällinge-Idala hembygdsgille. Johannes kvarn från 1882 är bevarad med all sin utrustning och det enorma vattenhjulet har renoverats av kvarnägaren under 2000-talet. Från 1918 förekom även elproduktion. Även i Stuv och Stockareds har det funnits kraftstationer.
Löftadalen omfattar vanligen ett större geografiskt område än själva Löftaåns dalgång.